# Apurímacstruikgors
De apurímacstruikgors (Atlapetes forbesi) is een zangvogel uit de familie Emberizidae (gorzen).

## Verspreiding en leefgebied
Deze soort is endemisch in het zuidelijke deel van Centraal-Peru, met name in Apurímac, Cuzco en Puno.